# Hartford Wolf Pack
Hartford Wolf Pack – klub hokejowy grający w American Hockey League w dywizji Atlantyku, konferencji wschodniej. Drużyna ma swoją siedzibę w Hartford w Stanach Zjednoczonych. Drużyna podlega zespołowi New York Rangers oraz ma filię Greenville Road Warriors (ECHL). W przeszłości podległy klubowi był pierwotny zespół Charlotte Checkers.
- Rok założenia: 1997
- Barwy: granatowo-czerwono-biało-srebrne
- Trener: Jim Schoenfeld
- Manager: Jim Schoenfeld
- Hala: Hartford Civic Center

## Historyczne nazwy
- 1926–1976 Providence Reds
- 1976–1977 Rhode Island Reds
- 1977–1980 Binghamton Dusters
- 1980–1990 Binghamton Whalers
- 1990–1997 Binghamton Rangers
- 1997–2010 Hartford Wolf Pack
- 2010-2013 Connecticut Whale
- Od 2013 Hartford Wolf Pack

## Osiągnięcia
- Mistrzostwo dywizji: 2000, 2004, 2009
- Mistrzostwo konferencji: 2000
- Mistrzostwo w sezonie zasadniczym: 2000
- F.G. „Teddy” Oke Trophy: 2000, 2015
- Frank Mathers Trophy: 2004
- Puchar Caldera: 2000
- Emile Francis Trophy: 2004, 2009